# Dommartin-lès-Remiremont
Dommartin-lès-Remiremont ist eine französische Gemeinde mit 1900 Einwohnern (Stand 1. Januar 2022) im Département Vosges in der Region Grand Est. Sie gehört zum Arrondissement Épinal und zum Gemeindeverband Porte des Vosges Méridionales.

## Geografie
Die Gemeinde Dommartin-lès-Remiremont am Zusammenfluss an der Mündung der Moselotte in die Mosel liegt drei Kilometer südöstlich der Stadt Remiremont, großräumiger gesehen in den südwestlichen Vogesen.

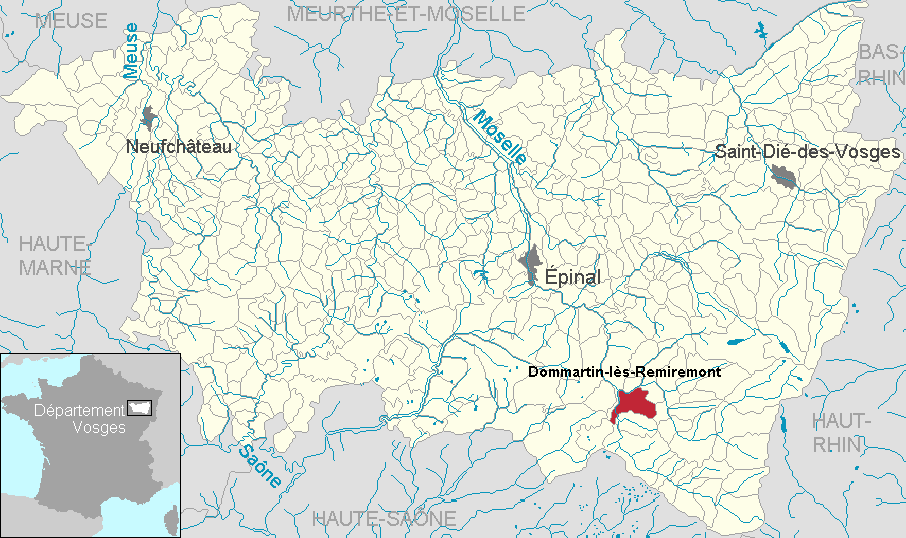
Lage der Gemeinde Dommartin-lès-Remiremont im Département Vosges

Das 21,08 km² umfassende Gemeindegebiet von Dommartin-lès-Remiremont erstreckt sich vom linken Moselotte-Ufer, das die nördliche Gemeindegrenze bildet, über das Moseltal bis auf die Bergregionen beiderseits der Mosel. Das Taldreieck an der Moselottemündung ist ca. 500 ha groß, weist ein geringes Gefälle auf und wird von zahlreichen Altarmen und Entwässerungsgräben durchzogen. Der Siedlungskern von Dommartin wurde hochwassersicher und etwas entfernt von der Mündung der Moselotte in die Mosel angelegt. Der Südwesten des Gemeindegebietes rechts der Mosel reicht bis zur Rhein-Rhône-Wasserscheide mit Höhen bis zu 740 Metern über dem Meer. Die bewaldete Südosthälfte des Gemeindeareals ist ebenfalls bergig und erreicht mit 842 m auf einem Plateau den höchsten Punkt der Gemeinde. Im äußersten Südosten liegen die beiden kleinen Bergseen Etang de la Besace und Etang le Grand auf fast 700 Metern Höhe.
Das etwa 390 Meter hoch gelegene Moseltal ist wie auch das Moselottetal auf Höhe Dommartin von landwirtschaftlich genutzten Flächen geprägt. Die Siedlungsfläche erstreckt sich in einem Bogen am Talrand sowie entlang der Verbindungsstraßen. Die zu Dommartin-lès-Remiremont gehörenden Ortsteile Franould und La Poirie sind inzwischen zusammengewachsen. Das dicht bewaldete Gebiet im Südosten gehört zum 20 km² großen Forêt de Longegoutte.
Nachbargemeinden von Dommartin-lès-Remiremont sind Saint-Amé im Norden, Le Syndicat und Vagney im Osten, Vecoux und Rupt-sur-Moselle im Süden, Girmont-Val-d’Ajol im Südwesten sowie Saint-Étienne-lès-Remiremont im Westen.

## Geschichte
Dommartin tauchte erstmals 1296 im Zusammenhang mit dem Ban de Longchamp in einer Urkunde auf, der zum Einflussgebiet der Abtei Remiremont gehörte. Der Ban de Longchamp umfasste neben dem Pfarrort Dommartin auch die Siedlungen Franould, Poirie, Vecoux und Reherrey sowie die Orte in der heutigen Gemeinde Rupt-sur-Moselle.
Das Gebiet war aber bereits in prähistorischer Zeit besiedelt, was aus Axt- und Kern-Funden der Jahre 1970 und 1976 hervorgeht.
Von Ludwig dem Frommen ist überliefert, dass er bei seinen Aufenthalten in Remiremont mit seinem Gefolge in den Wäldern um Dommartin jagte.
Dommartin hatte schon in der Karolingerzeit eine Pfarrei, die bis zur Französischen Revolution der Abtei Remiremont unterstand. Die Kirche war ursprünglich dem Hl. Martin geweiht (Dominus Martinus), was auch den Ortsnamen Dommartin erklärt. Der heutige Kirchenbau Saint-Laurent stammt aus dem 16. bzw. 17. Jahrhundert. Einige Gegenstände wie eine Statue der Jungfrau mit Kind sowie Reliquien sind aus dem 15. Jahrhundert.
In den Wirren der Französischen Revolution wurde die Kirche zeitweise geschlossen und Dommartin erhielt den Namen Martin-Libre. Nach 1790 gingen aus dem Ban Longchamp die beiden Gemeinden Dommartin und Rupt-sur-Moselle hervor. 1858 wurde der südöstliche Teil aus dem Gemeindegebiet von Dommartin herausgelöst und die Gemeinde Vecoux neu gebildet.

### Bevölkerungsentwicklung
| Jahr      | 1962 | 1968 | 1975 | 1982 | 1990 | 1999 | 2006 | 2013 | 2021 |
| --------- | ---- | ---- | ---- | ---- | ---- | ---- | ---- | ---- | ---- |
| Einwohner | 958  | 1156 | 1429 | 1661 | 1763 | 1800 | 1840 | 1835 | 1880 |

Die Gemeinde Dommartin-lès-Remiremont ist seit den 1960er Jahren kontinuierlich gewachsen, zum Teil auf Kosten der nahen Stadt Remiremont. Im Jahr 1962 wurde mit 958 Bewohnern die bisher niedrigste Einwohnerzahl ermittelt. Die Zahlen basieren auf den Daten von cassini.ehess und INSEE.

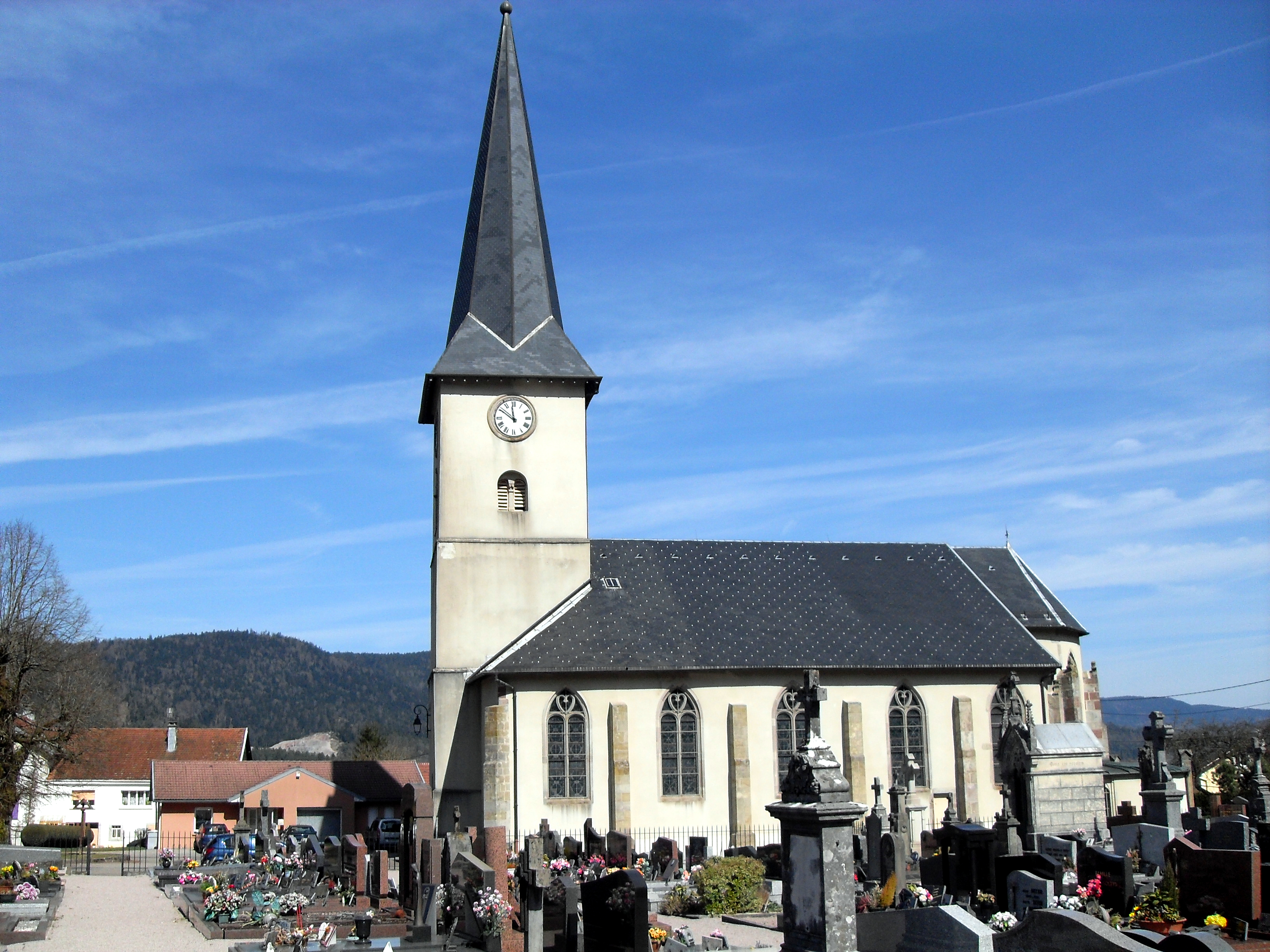
Kirche Saint-Laurent

## Sehenswürdigkeiten
- Kirche Saint-Laurent
- Moselbrücke Le Pont, bereits 1235 erwähnt

## Wirtschaft und Infrastruktur
Neben der Land- und Forstwirtschaft spielt auch das Handwerk, die Industrie und der Tourismus in der Gemeinde eine Rolle. So verfügt die Gemeinde über eine Bäckerei, eine Fleischerei sowie über Lebensmittelgeschäfte, eine Käserei und drei Restaurants. In der Gemeinde sind 23 Landwirtschaftsbetriebe ansässig (Getreide- und Obstanbau, Milchwirtschaft, Zucht von Rindern, Schafen und Ziegen).
Dommartin ist Kindergarten- und Grundschulstandort.
Die stark frequentierte Route nationale 66 (Europastraße 512) von Épinal über den Col de Bussang nach Mülhausen führt vom Kernort getrennt am linken Moselufer entlang. Dommartin am rechten Moselufer ist durch Straßen mit den Nachbargemeinden Remiremont, Vecoux, Le Syndicat und über den 550 Meter hoch gelegenen Col de Chenau mit Vagney verbunden. An die stillgelegten Bahnlinien von Remiremont nach Bussang bzw. nach Vagney erinnert heute noch der Straßenname Rue de la Gare.

## Belege
1. ↑  Geschichtsabriss auf www.dommartin-les-remiremont.fr (französisch)
2. ↑  Dommartin-lès-Remiremont auf cassini.ehess
3. ↑  Dommartin-lès-Remiremont auf INSEE
4. ↑  Landwirtschaftsbetriebe auf annuaire-mairie.fr (französisch)